# Пиер Мороа
Пиер Мороа (на френски: Pierre Mauroy) е френски политик от Социалистическата партия. Той е министър-председател на Франция от 1981 до 1984, при управлението на президента Франсоа Митеран.